# 水圧
水圧（すいあつ）は、水により生じる水自体または物体に及ぼす圧力のこと。水を伝達媒体とした圧力のことも水圧と呼ぶことが多い。

## 静止している水における水圧
水が静止状態にあるときに水圧、すなわち水が物体に与える圧力p は、物体と水面の間にある水の重量によるもので、測定点と水面の距離（深さ）に比例し、次のようにあらわされる：
{\displaystyle p=\rho gh}
- ρ は、水の密度（蒸留水の密度は約1000 kg/m3）
- g は、重力加速度（約9.8 m/s2）
- h は、測定点と水面の距離（深さ）

ただし上記はゲージ圧であり、地球上で大気に開放された水面をもつ水の水圧を絶対圧で表すときは、大気圧（海面で1 気圧）が加えられた値になる。また、水に人工的に力を加えることで水圧を高めることが出来る。
具体例として、水面より深度h = 1cmの深さではゲージ圧で約98Paの水圧が生じる。

## 運動している水における水圧
運動している水における水圧とは、水の運動エネルギーにより物体に対して与える動圧のことである。このとき水は主に力の伝達媒体として働いており、圧力を生じさせた元の力の大きさや放水量を示す単位として、『水圧』が使われることがある（例：高い水圧で水を放出する消防車）。
運動する水の水圧pdyna の大きさは速度v の2乗に比例し、次のようにあらわされる：
{\displaystyle p_{\mathrm {dyna} }={\frac {1}{2}}\rho v^{2}}